# Manuel José Bonnet
Manuel José Bonett Locarno (Ciénaga, Magdalena 25 de junio de 1936-Bogotá, 15 de junio de 2018) fue un militar colombiano, comandante del Ejército Nacional de Colombia en 1997 y Comandante de las Fuerzas Militares de Colombia en 1998.

## Biografía
Nació en Ciénaga (Magdalena), hijo de Pedro Bonett Camargo y Albertina Locarno Pumarejo, tuvo 11 hermanos. Fue filósofo de la Universidad Santo Tomás de Aquino de Bucaramanga. Especialista en alta gerencia en la Universidad de los Andes, en administración de recursos de la Escuela Superior de Administración Pública y Derecho Internacional Humanitario en San Remo, Italia. Tuvo 7 hijos.

### Carrera militar
Ingresó a la Escuela Militar de Cadetes en febrero de 1957. Fue ascendido al arma de Artillería en 1960.
En 1964 participó en la Operación Soberanía sobre la 'República de Marquetalia', como subteniente del Batallón Tenerife.
Posteriormente hizo parte de la Escuela de Artillería, el Batallón de Artillería Antiaérea Nueva Granada, la Escuela Militar de Cadetes y de la Escuela Superior de Guerra; fue ascendido a Brigadier General en 1988; comandante de la III Brigada en Cali entre 1989 y 1990: Jefe de los Departamentos de Operaciones e Inteligencia de las Fuerzas Militares.
En diciembre de 1993, Bonnet sucedió al general Bedoya Pizarro en la comandancia de la Segundo División del Ejército Nacional con sede en Bucaramanga. Fue comandante del Ejército Nacional entre diciembre de 1996 y julio de 1997, siendo presidente, Ernesto Samper Pizano. El 2 de octubre de 1997, las FARC-EP realizaron un atentado en su contra en Santa Marta (Magdalena), del cual salió ileso.
Testifico sobre la Masacre de Mapiripán ante la Corte Interamericana de Derechos Humanos en 2005.
Fue embajador de Colombia en Grecia entre 1999 y 2000.

### Profesor Universitario
Fue docente desde 2001, en las universidades Sergio Arboleda, Cesa y El Rosario.. Fue delegado de la Presidencia de la República, ante el Consejo Superior de la Universidad del Magdalena. 
Fue miembro de la Academia Colombiana de Historia Militar, de Historia de Buga, Santander y Norte Santander y miembro honorario de la Academia Bolivariana de Historia; Conferencista del Centro Cultural de Atenas y de la casa de América en Madrid.
Creador de la Cátedra de Estudios Olímpicos en cuatro universidades del país, en asocio con el Centro de Estudios Olímpicos de la Universidad de Barcelona y de la Real Academia Olímpica de España.

### Gobernador del Magdalena
Entre 2010 y 2012, fue nombrado gobernador encargado de Magdalena, por el presidente Juan Manuel Santos en reemplazo del gobernador electo Omar Díazgranados, que fue destituido por irregularidades en contrataciones.

## Muerte
El general Manuel José Bonett falleció en la mañana del viernes 15 de junio de 2018 en el Hospital Militar de Bogotá, víctima de un cáncer.